# Aleurocerus petiolicola
Aleurocerus petiolicola là một loài côn trùng cánh nửa trong họ Aleyrodidae, phân họ Aleyrodinae.
Aleurocerus petiolicola được Russell miêu tả khoa học đầu tiên năm 1986.